# Louis Martin
Louis Martin (22 tháng 8 năm 1823 – 29 tháng 7 năm 1894) là một giáo dân người Pháp. Ông là cha của Têrêxa Hài đồng Giêsu, tiến sĩ Hội Thánh Công giáo. Ông và vợ là Chân phước Marie-Azélie Guérin đã được Giáo hoàng Phanxicô phong là một vị Thánh của giáo hội vào ngày 18 tháng 10 năm 2015. Đây cũng là lần đầu tiên cả hai vợ chồng cùng được Giáo hội Công giáo Rôma phong Thánh và việc tuyên Thánh này được xảy ra trong cùng một thời điểm.

## Cuộc đời
Louis Joseph Aloys Stanislaus Martin là người con thứ ba trong số năm người con của ông Pierre-François Martin và bà Marie-Anne-Fanie Boureau. Tất cả các anh chị em của ông đều qua đời trước khi họ được 30 tuổi.
Mặc dù Louis Martin từng có ý định trở thành một tu sĩ, ông xin gia nhập vào tu viện Augustin của Great St Bernard nhưng Louis Martin, nhưng đã bị từ chối vì ông không biết tiếng Latin. Sau đó, ông quyết định trở thành một thợ sửa đồng hồ, ông học và thực hành nghề ở Rennes, Strasbourg.

## Gia đình
Louis Martin gặp Marie-Azélie Guérin,, một người thợ thêu, vào năm 1858. ông và bà yêu nhau, họ quyết định kết hôn sau ba tháng quen biết. Lễ kết hôn của ông bà được tổ chức tại Vương cung thánh đường Đức Mẹ Hồn Xác Lên Trời tại Alençon, Orne. Sau khi kết hôn, công việc kinh doanh của Marie-Azélie Guérin khá phát triển nên Louis phải ngưng công việc sửa đồng hồ để cùng tham gia hỗ trợ công việc cùng vợ mình.
Ông bà có có chín người con:
- Marie-Louise (22 tháng 2 năm 1860 - 19 tháng 1 năm 1940), nữ tu, Dòng Cát Minh tại Lisieux
- Marie-Pauline (7 tháng 9 năm 1861 - 28 tháng 7 năm 1951), nữ tu, Dòng Cát Minh tại Lisieux
- Marie-Léonie (03 tháng 6 năm 1863 - 16 tháng 6 năm 1941), nữ tu, Dòng Visitandine tại Caen.
- Marie-Hélène (ngày 03 tháng 10 năm 1864 - 22 tháng 2 năm 1870)
- Marie Joseph Louis (ngày 20 tháng 9 năm 1866 - ngày 14 tháng 2 năm 1867)
- Marie Joseph Jean-Baptiste (Tháng Mười Hai 19, 1867 - 24 tháng 8 năm 1868)
- Marie-Céline (ngày 28 tháng 4 năm 1869 - 25 Tháng Hai năm 1959), nữ tu, Dòng Cát Minh tại Lisieux
- Marie-Thérèse Mélanie (16 Tháng 8 1870 - 08 Tháng Mười 1870)
- Marie-Thérèse Françoise (2 tháng 1 năm 1873 - 30 tháng 9 năm 1897), nữ tu Dòng Cát Minh, được phong thánh vào năm 1925.[11]

Ngày 28 tháng 8 năm 1877, Zélie vợ ông qua đời vì bệnh ung thư vú. Tang lễ của bà được tổ chức tại Alençon, nơi có nhà thờ chứng kiến lễ kết hôn của bà và Louis Martin. Một vài tuần sau đó, Louis đã bán doanh nghiệp và ngôi nhà của ông. Louis Martin quyết định chuyển đến Lisieux, Normandy, nơi đó có anh trai là Isidore Guérin Zélie, một dược sĩ đang sống với vợ và hai con gái.
Năm 1889, Louis bị bệnh tê liệt xơ cứng động mạch não, và phải nằm viện ba năm tại Bon Sauveur, Caen. Năm 1892 ông trở về Lisieux, ở đó ông được hai con gái là Céline và Léonie chăm sóc tận tụy cho đến khi ông qua đời vào ngày 29 tháng 7 năm 1894 tại Chateau La Musse gần Évreux.

## Phong Thánh

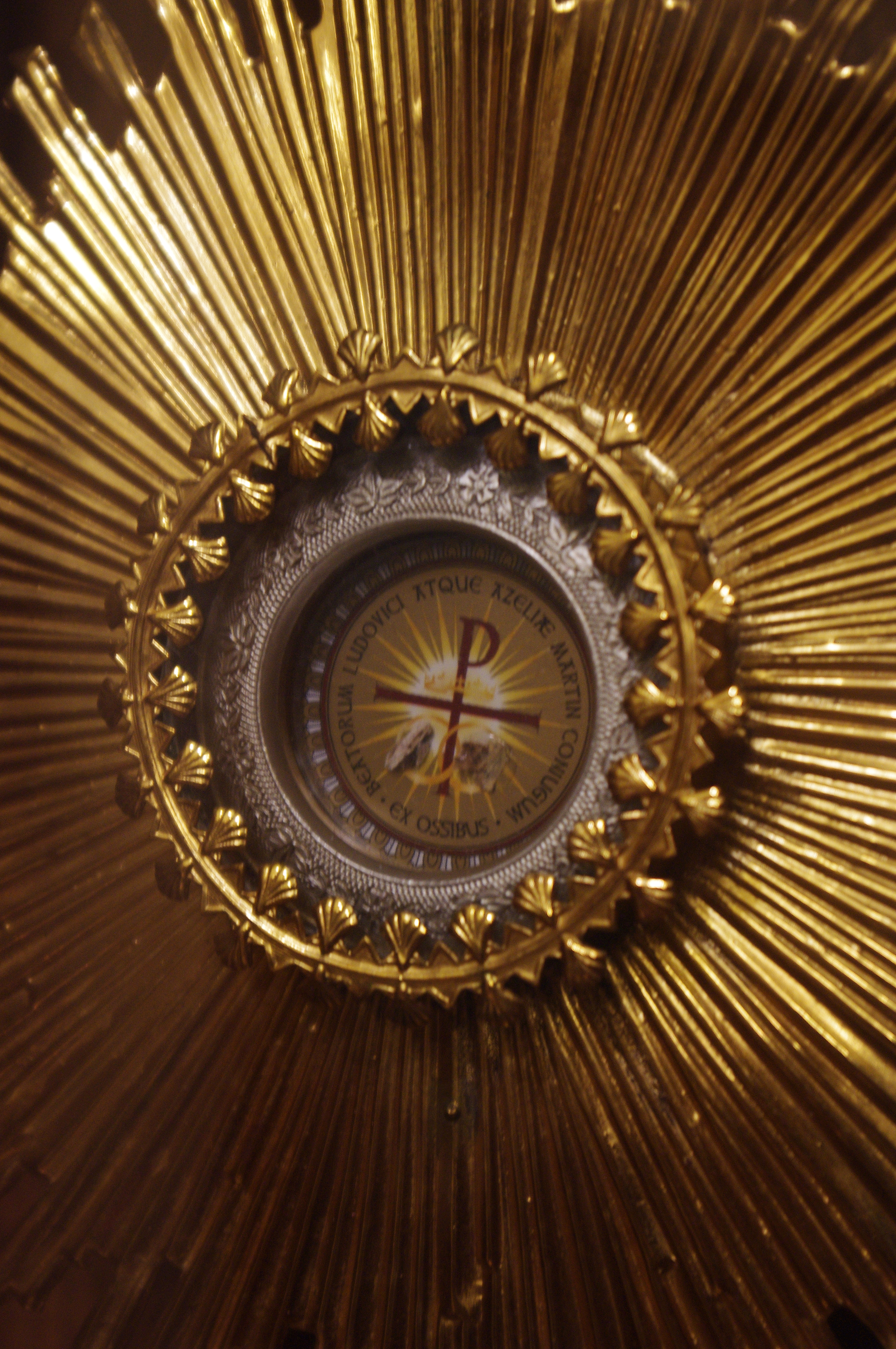
Thánh tích của Louis Martin và Marie-Azélie Guérin tại Nhà thờ Saint Patrick trong Columbus, Ohio

Ngày 26 tháng 3 năm 1994 Louis Martin và Marie-Azélie Martin được tuyên bố là Đấng đáng kính bởi Giáo hoàng Gioan Phaolô II.
Ngày 19 tháng 10 năm 2008, ông bà được phong Chân phước do Hồng Y Jose Saraiva Martins, sứ thần của Giáo hoàng Biển Đức XVI chủ tế thánh lễ tuyên phong tại Basilique de Sainte-Thérèse, Lisieux.
Ngày 07 tháng 1 năm 2013, Carlos Osoro Serra-Tổng Giám mục của Valencia, đã chủ sự mở đầu quá trình kinh điển để tìm hiểu về việc chữa lành bệnh trong năm 2008 của cô bé tên là Carmen, sinh tại Valencia bốn ngày trước khi Louis và Zélie được phong chân phước. Tám bác sĩ đã làm chứng rằng "không có lời giải thích khoa học nào cho việc được chữa lành bệnh của cô bé Carmen". Tòa án giáo phận tổ chức phiên họp kết luận về phép lạ này vào ngày 21 tháng 5 năm 2013, và các dữ liệu thông tin đã được gửi đến Rome. Bộ Tuyên Thánh (Congregatio de Causis Sanctorum) đã xem xét sau đó đề nghị Giáo hoàng cho Louis và Zélie Martin được phong thánh.
Ngày 3 tháng 3 năm 2015, Hồng y Angelo Amato đã thông báo chính thức rằng Louis Martin và Zellie Martin sẽ được tuyên thánh. vào dịp Thượng Hội đồng giám mục họp do Giáo hoàng đã chấp nhận các phép lạ của ông bà.
Ngày 26 tháng 6 năm 2015, một bộ phim được Tổng Giáo phận Valencia sản xuất để công bố về phép lạ phong thánh của Louis Martin và Zellie Martin đã được phát hành trực tuyến bằng tiếng Anh. Ngày 27 tháng 6 năm 2015, tại một hội nghị công giáo của các hồng y ở Roma, Giáo hoàng Phanxicô đã phê chuẩn nghị định cho việc phong thánh Louis và Zélie Martin và thông báo rằng buổi lễ sẽ diễn ra trong tháng 10 tại Rome.
Ngày 18 tháng 10 năm 2015, Lần đầu tiên Giáo hội Công giáo Rôma tổ chức phong Thánh cho cả hai vợ chồng là Louis Martin và Marie-Azélie Guérin.